# 山下文吾
山下 文吾（やました ぶんご）は、日本の漫画家。千葉県出身。

## 来歴
2004年度の第55回小学館新人コミック大賞・少年部門に応募した『宵越しの契』で大賞を受賞。2007年に「週刊少年サンデー」23号に桃太郎を題材とした『どんぶらこ』が、2008年には「週刊少年サンデー超」にて『嫁面少女ベベ!!』と『しまらっつ!』が掲載された。『しまらっつ!』は2009年の第4回クラブサンデー新人王決定戦エントリーに当たって再掲されている。
2013年1月から2014年9月にかけて「週刊少年サンデーS」で『キュピコ! 〜ふしまつ天使のミスマネージメント〜』を連載。2016年5月から2021年5月にかけてCygamesのウェブコミックサービス「サイコミ」で『群れなせ!シートン学園』を連載し、本作は2020年1月から3月にかけてテレビアニメ化された。2022年1月からサイコミで『エドデッド』を連載。
2025年3月29日より「サイコミ」にて『センセイ、魔王を殺して』を連載している。